# The O.C.
The O.C. és una sèrie de televisió dels Estats Units emesa originàriament per la cadena FOX i creada per Josh Schwartz. La sèrie narra la història d'uns joves i les seves famílies que viuen en el ric comtat d'Orange County, a Califòrnia. OC són les sigles del Comtat d'Orange de Califòrnia, Orange County, lloc on està ambientada la sèrie.
El primer capítol es va estrenar el 5 d'agost del 2003 i són un conjunt de quatre temporades. Des de la seva estrena l'any 2003 ha estat una sèrie d'èxit, sent la primera producció dramàtica d'adolescents que ha captat l'atenció de crítics i de públic des de Beverly Hills 90210, una dècada abans. La sèrie, creada per Josh Schwartz, va debutar amb l'eslògan, "No és res com el lloc on vius, no és res com imagines".
La sèrie s'ha fet cèlebre també per la seva selecció musical, que ha ajudat a molts grups no gaire coneguts anteriorment de rock alternatiu, com per exemple Phantom Planet (autors del tema principal de la sèrie, California), a guanyar-se un nom. Actualment, ja s'han publicat 5 discs recopilatoris sobre la música de la sèrie i la sèrie s'ha emès en més de 50 països.
Després de quatre temporades, FOX va anunciar la cancel·lació de la sèrie el 3 de gener del 2007. L'últim capítol es va estrenar el 22 de febrer de 2007. La cancel·lació de la sèrie va ser a causa de la marxa de Mischa Barton, la qual va provocar una gran baixada d'audiència.
La producció barreja comèdia, drama, estil clàssic dels serials melodramàtics, humor i música.

## Argument
La sèrie ens parla de la vida i la convivència de les famílies adinerades del sud de Califòrnia a Newport Beach, comtat d'Orange. La trama segueix la vida de quatre adolescents. La història s'inicia quan Ryan Atwood, un jove problemàtic d'una família desestructurada que viu a Chino, un barri marginal a pocs kilòmetres de Newport Beach, es veu implicat en el robatori d'un cotxe amb el seu germà Trey, i després de ser abandonat per la seva mare, és acollit per Sandy Cohen, defensor públic, que el porta a viure amb la seva família al comtat d'Orange.
La dona d'en Sandy, Kirsten Cohen, filla d'un multimilionari i directora del departament de construcció de cases pilot a l'empresa immobiliària del seu pare Caleb Nichol, es mostra reticent en un principi, però aviat s'adona que en Ryan en realitat és un bon noi que ha crescut en un barri conflictiu. Ryan s'integra a la família i aconsegueix ser valorat com un fill més pels Cohen i el millor amic d'en Seth, un adolescent que no encaixa amb la joventut de Newport. Atwood també es relaciona des de la primera nit que arriba a casa dels Cohen, amb Marissa Cooper, la seva veina, amb qui estableix una relació amorosa.
En Ryan descobrirà el vertader món de Newport Beach, el que hi ha darrere la bellesa, la riquesa i l'ostentació. The O.C. tracta diferents temes, criticant a la vegada l'alta societat de la Costa Oest nord-americana.

## Personatges
- Peter Gallagher interpreta a Sandy Cohen, l'advocat d'ofici idealista que defensa Ryan Atwood. Aquest personatge aporta sentit comú i humor a la trama.

- Kelly Rowan interpreta a Kirsten Cohen, l'eix de la societat d'OC. És la dona d'en Sandy Cohen i la mare d'en Seth Cohen. El seu pare és en Caleb Nichol, el propietari de la immobiliària més important de la zona, el Newport Group.

- Ben McKenzie interpreta Ryan Atwood, un noi problemàtic de Chino que arriba a Newport i canvia la visió dels que l'envolten, i la seva pròpia. Manté una relació, difícil, amb Marissa Cooper.

- Adam Brody interpreta Seth Cohen, l'adolescent estrany, fill d'en Sandy i na Kirsten Cohen. Aporta humor a la sèrie i fa contínues referències a la cultura popular. Per molts seguidors és l'autèntic protagonista de la producció. Està completament enamorat de Summer Roberts.

- Melinda Clarke interpreta Julie Cooper, és la mare de Kaitlin Cooper i de Marissa Cooper. Casada anteriorment amb Jimmy Cooper, el qual deixa després que aquest perdi tota la seva fortuna. Es casa posteriorment amb Caleb Nichol.

- Rachel Bilson interpreta Summer Roberts, la noia estirada que té una estranya relació amb en Seth. És la millor amiga de na Marissa.

- Mischa Barton interpreta Marissa Cooper, la noia més conflictiva de la sèrie, amb problemes d'addicció a les drogues i l'acohol.

## Llistat de capítols
| Primera temporada 1. Pilot 2. The Model Home 3. The Gamble 4. The Debut 5. The Outsider 6. The Girlfriend 7. The Escape 8. The Rescue 9. The Heights 10. The Perfect Couple 11. The Homecoming 12. The Secret 13. The Best Chrismukkah Ever 14. The Countdown 15. The Third Wheel 16. The Links 17. The Rivals 18. The Truth 19. The Heartbreak 20. The Telenovela 21. The Goodbye Girl 22. The L.A. 23. The Nana 24. The Proposal 25. The Shower 26. The Strip 27. The Ties That Bind                                                                             | Segona temporada 1. The Distance 2. The Way We Were 3. The New Kids On The Block 4. The New Era 5. The SnO.C. 6. The Chrismukkah that Almost Wasn't 7. The Family Ties 8. The Power of Love 9. The Ex-Factor 10. The Accomplice 11. The Second Chance 12. The Lonely Hearts Club 13. The Test 14. The Rainy Day Women 15. The Mallpisode 16. The Blaze of Glory 17. The Brothers Grim 18. The Risky Business 19. The Rager 20. The O.C. Confidential 21. The Return of The Nana 22. The Showdown 23. The O.Sea 24. The Dearly Beloved |
| Tercera temporada 1. The Aftermath 2. The Shape of things to Come 3. The End of Innocence 4. The Last Waltz 5. The Perfect Storm 6. The Swells 7. The Anger Management 8. The Game Plan 9. The Disconnect 10. The Crismukkah Bar Mitz-vahkkah 11. The Safe Harbor 12. The Sister Act 13. The Pot Stirrer 14. The Cliffhanger 15. The Heavy Lifting 16. The Road Warrior 17. The Journey 18. The Undertow 19. The Secrets and Lies 20. The Day After Tomorrow 21. The Dawn Patrol 22. The College Try 23. The Party Favor 24. The Man Of The Year 25. The Graduates | Quarta temporada 1. The Avengers 2. The Gringos 3. The Cold Turkey 4. The Metamorphosis 5. The Sleeping Beauty 6. The Summer Bummer 7. The Chrismukk-huh? 8. The Earth Girls Are Easy 9. The My Two Dads 10. The French Connection 11. The Dream Lover 12. The Groundhog Day 13. The Case of the Franks 14. The Shake-Up 15. The Night Moves 16. The End Isn't Near, It's Here Especials 1. The O.C. - Obsess Completely 2. Welcome to The O.C. - A Day In The Life                                                                   |